# Chloroclystis turgidata
Chloroclystis turgidata là một loài bướm đêm trong họ Geometridae.